# Нещерів

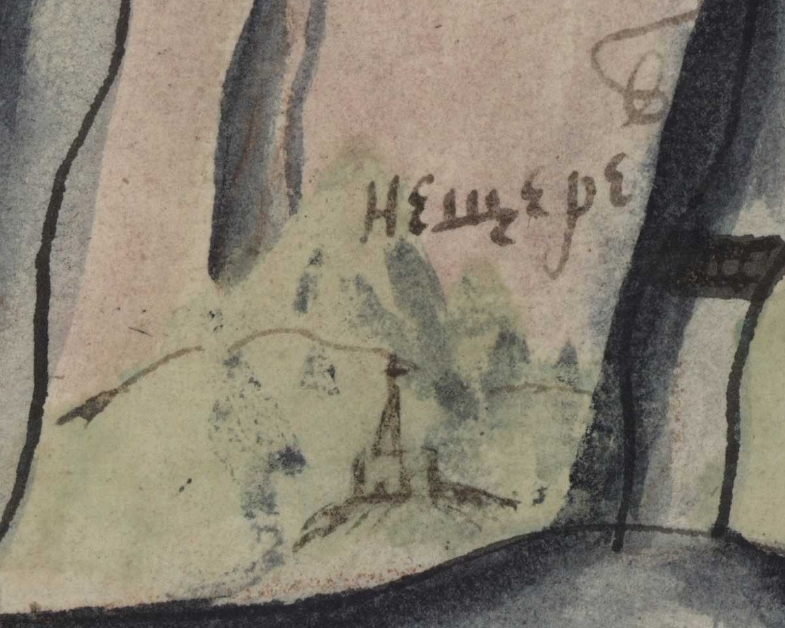
Нещерів на карті XVIII століття

Не́щерів (також Не́щирів, Несторів) — село в Україні, в Обухівському районі Київської області. Населення становить 336 осіб. 
Перші писемні згадки про село датуються початком XVI ст. Нещерів входить до складу королівської даровизни Лукавиці, наданої шляхтичам Дорогостайським по річках Лукавиці і Красній. Також село згадується 16 грудня 1588 р. під час продажу маєтності П.М.Дорогостайським Київському воєводі, старості Володимирському, князеві Василю Костянтиновичу Острозькому за 300 кіп литовських грошей.
У літописі йдеться, що в 1605 р. набігом татарської орди «знищені королівські волості Копачів і Нещерів біля самого Києва».
26 жовтня 1618 р. власник Нещерова Пища-Биковський скаржився Київському воєводі, що на Нещерів набігли кримчаки.
У першій половині XVII ст. Нещерів мав статус митного містечка.
До 1748 року село належало Антіну Танському - полковнику білоцерківському (зять Семена Палія), згодом, за борги, село було віддане у власність сотнику київського полку Павлові Гудимі.
Найдавніші відомі прізвища мешканців Нещерова, згідно зі Сповідними Списками на першу половину XVIII ст.: 
Асаула (Власенко), Бардак, Борейко, Вакульний, Винник, Волошин, Гопіненко, Гудяк, Зленко, Жулай, Жук, Качан, Компанієць, Мельник, Пальчевський, Рубан, Скалига, Сторож, Удовенко, Федоченко, Цівон, Шинкар.
У 1760-их роках Гудима активно заселяв Гудимівку і частково Нещерів - новими посполитими, серед яких виявились і Івженки. Упродовж XIX століття кількість Івженків зросла і становила 1/5 всіх мешканців Нещерова. До середини ХХ століття прізвище лишалося найрозповсюдженішим у селі. В часи Другої світової війни, в період 1941-1944 років загинуло 22 солдати Обухівського району, які мали це прізвище.

Доїхати з Києва до Нещерова громадським транспортом дуже просто: від ст. м. Видубичі кожні 15-20 хвилин ходить маршрутка № 309. Радимо вам об'єднати поїздку до Нещерова з Підгірцями та Креничами, де також збереглися цікаві культові споруди XVIII ст. Від зупинки автобуса до Спасо-Преображенського храму йти селом хвилин з п'ятнадцять (по дорозі багато вишень, шовковиць, яблунь…) 
За кліровою відомістю 1809 р. (ЦДІАК України. Ф.127, оп.1009, спр.56, арк.173-174) село належало поміщикам Гудим-Левковичам. Єпархія та повіт Київський. Церква кам"яна, мала 3 престоли

## Пам'ятки
- В селі знаходиться Спасо-Преображенський скит Свято-Троїцького Іонинського монастиря. Скит обслуговується Свято-Преображенською церквою, збудованою у 1794-ому році.
- Урочище Гощів — гідрологічний заказник місцевого значення.

Метричні книги, клірові відомості, сповідні розписи церкви Преображення Господнього с. Нещерів (приписне Гудимова слобода (с.* Гудимівка) XVIII ст. — Київської сот. Київський п., з 1781 р. Київського пов. Київського нам., з 1797 р. Київського пов. Київська губ.; ХІХ ст. — Копачівської (за ін. даними Обухівської)волості Київського пов. Київської губ. зберігаються в ЦДІАК України. http://cdiak.archives.gov.ua/baza_geog_pok/church/nesh_002.xml [Архівовано 21 грудня 2018 у Wayback Machine.]

## Галерея

Спасо-Преображенський скит
Свято-Преображенська церква
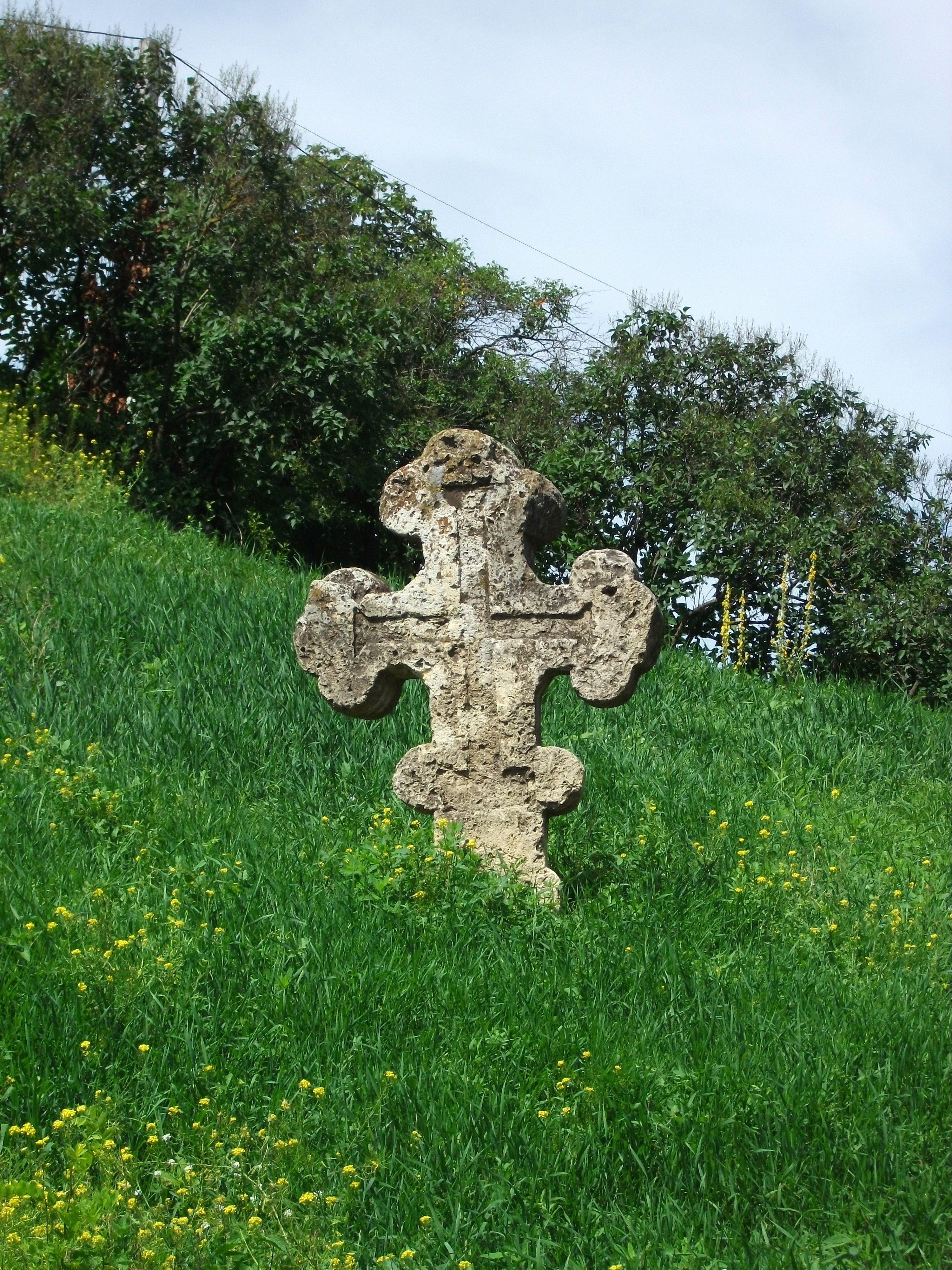
Кам'яний хрест на території скиту
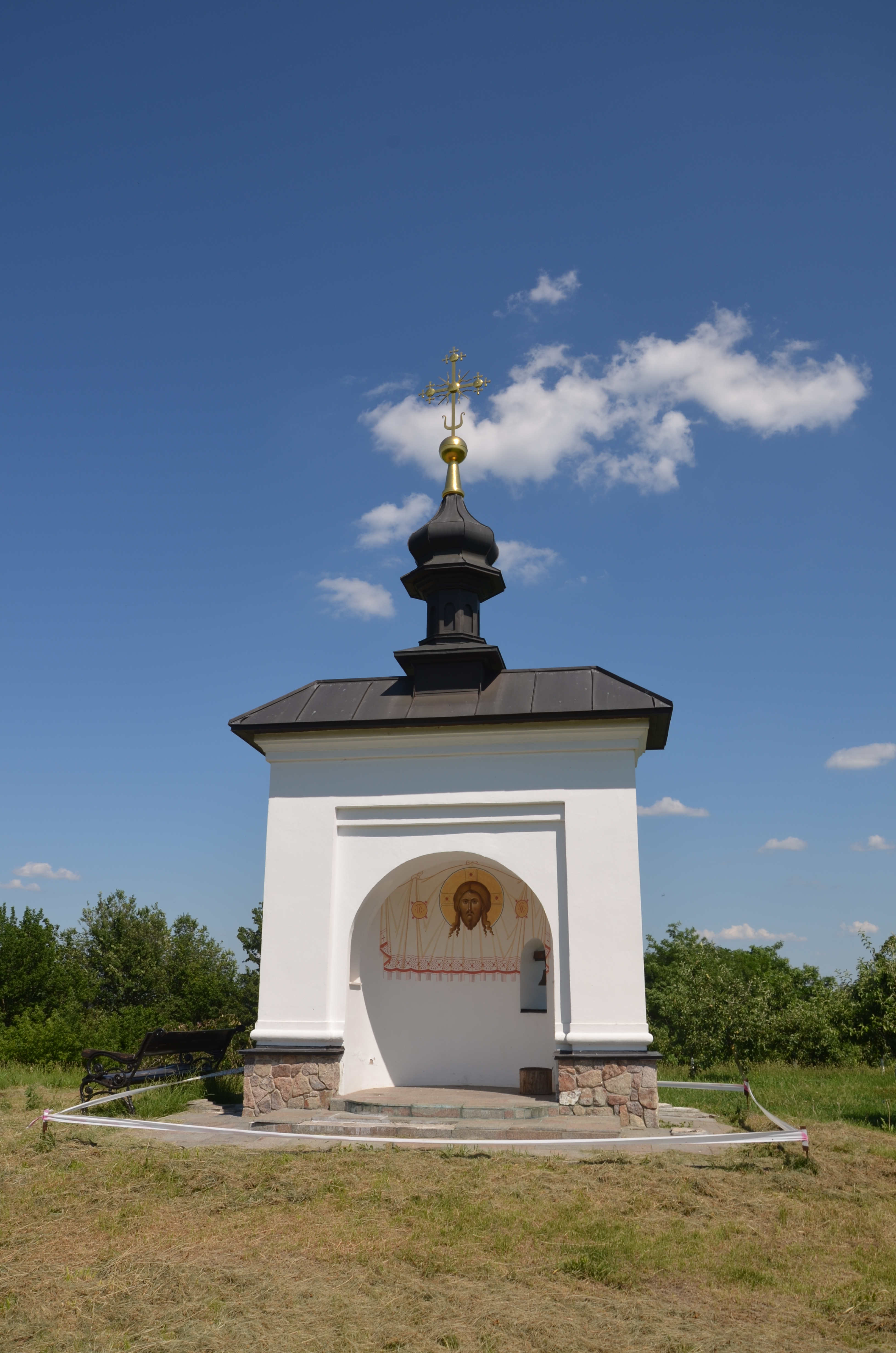
Каплиця в монастирі, Нещерів
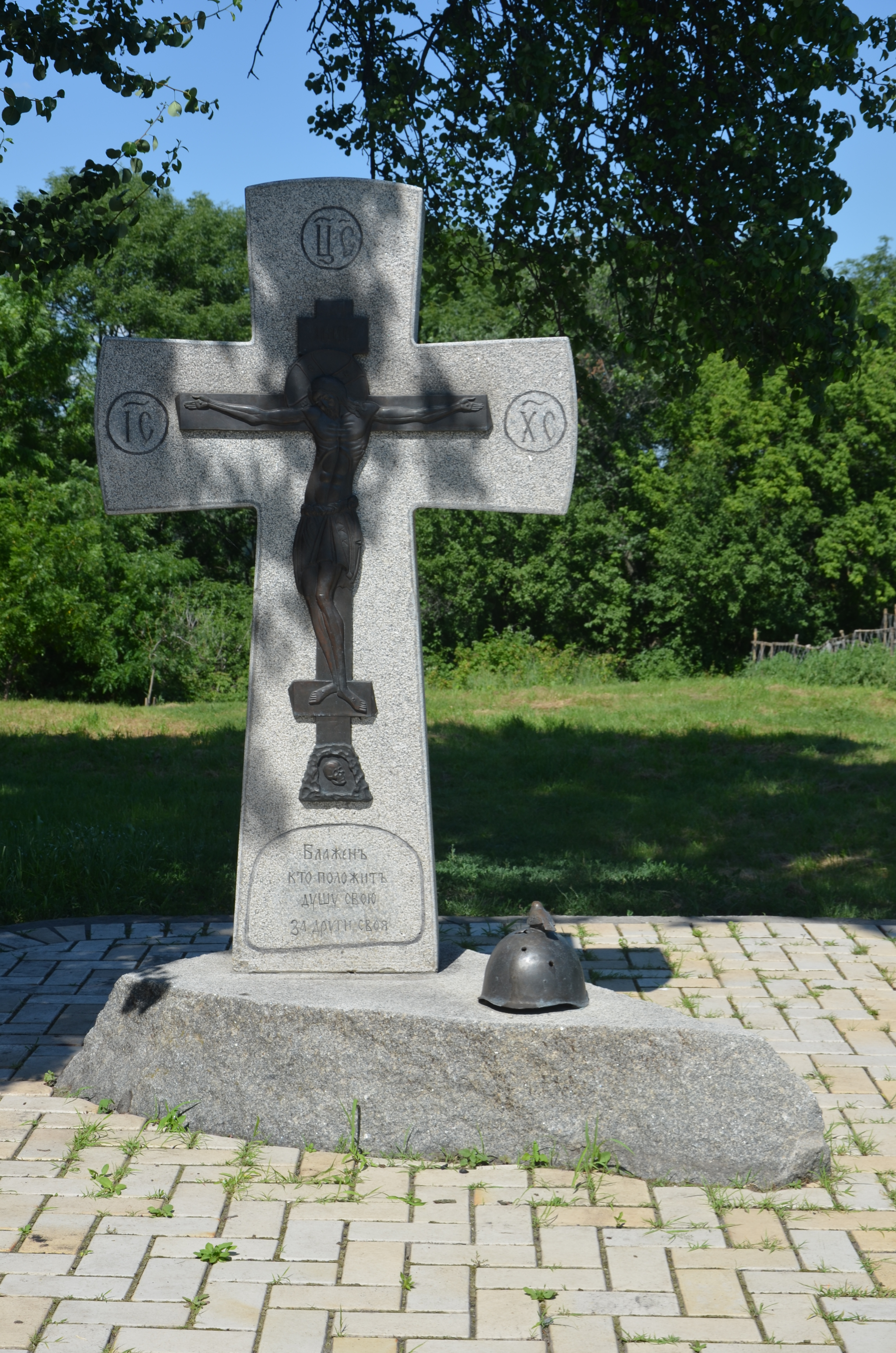
Братська могила воїнів Радянської Армії, які загинули в роки Великої Вітчизняної війни, село Нещерів
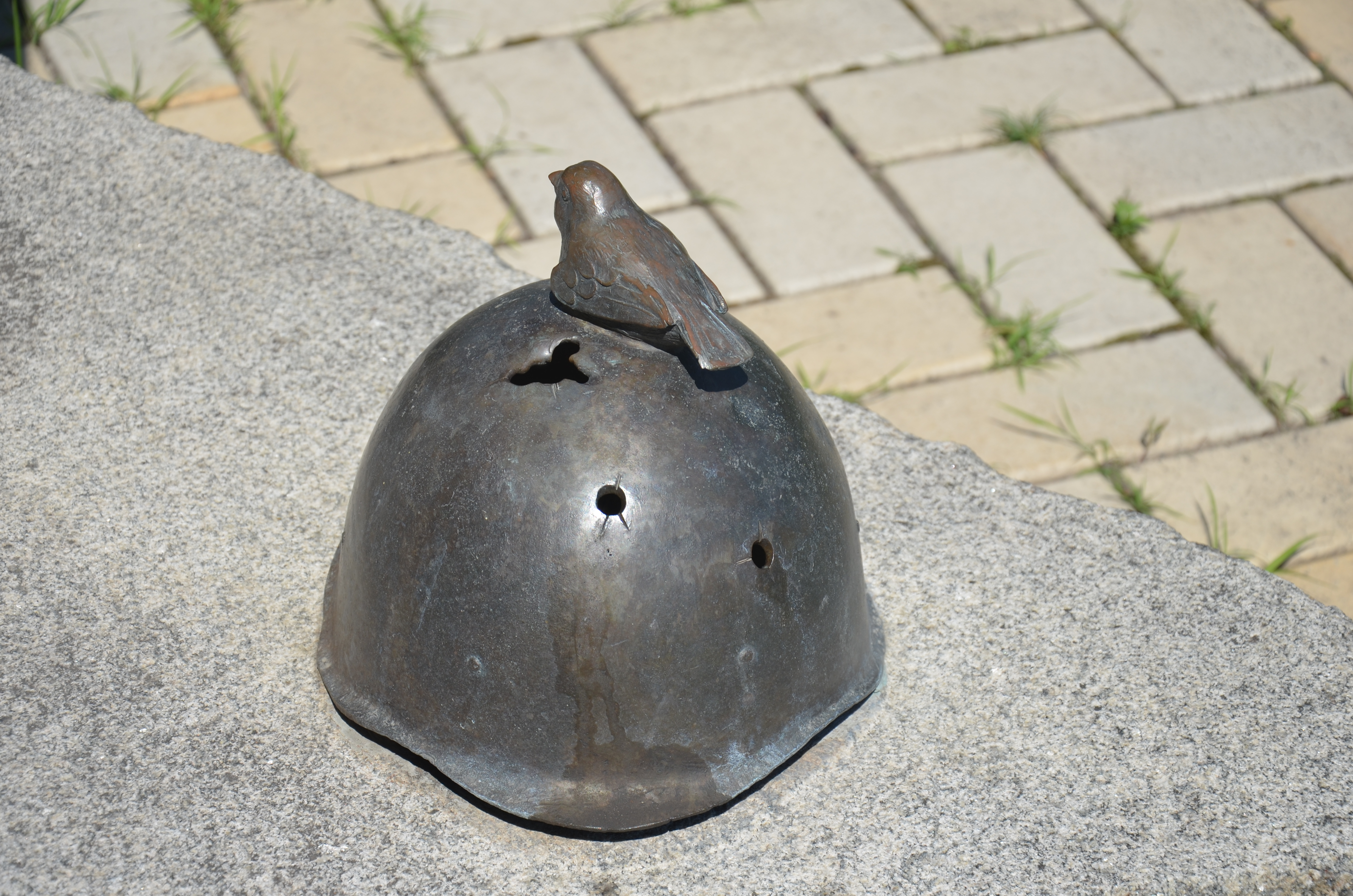
Деталь пам'ятника
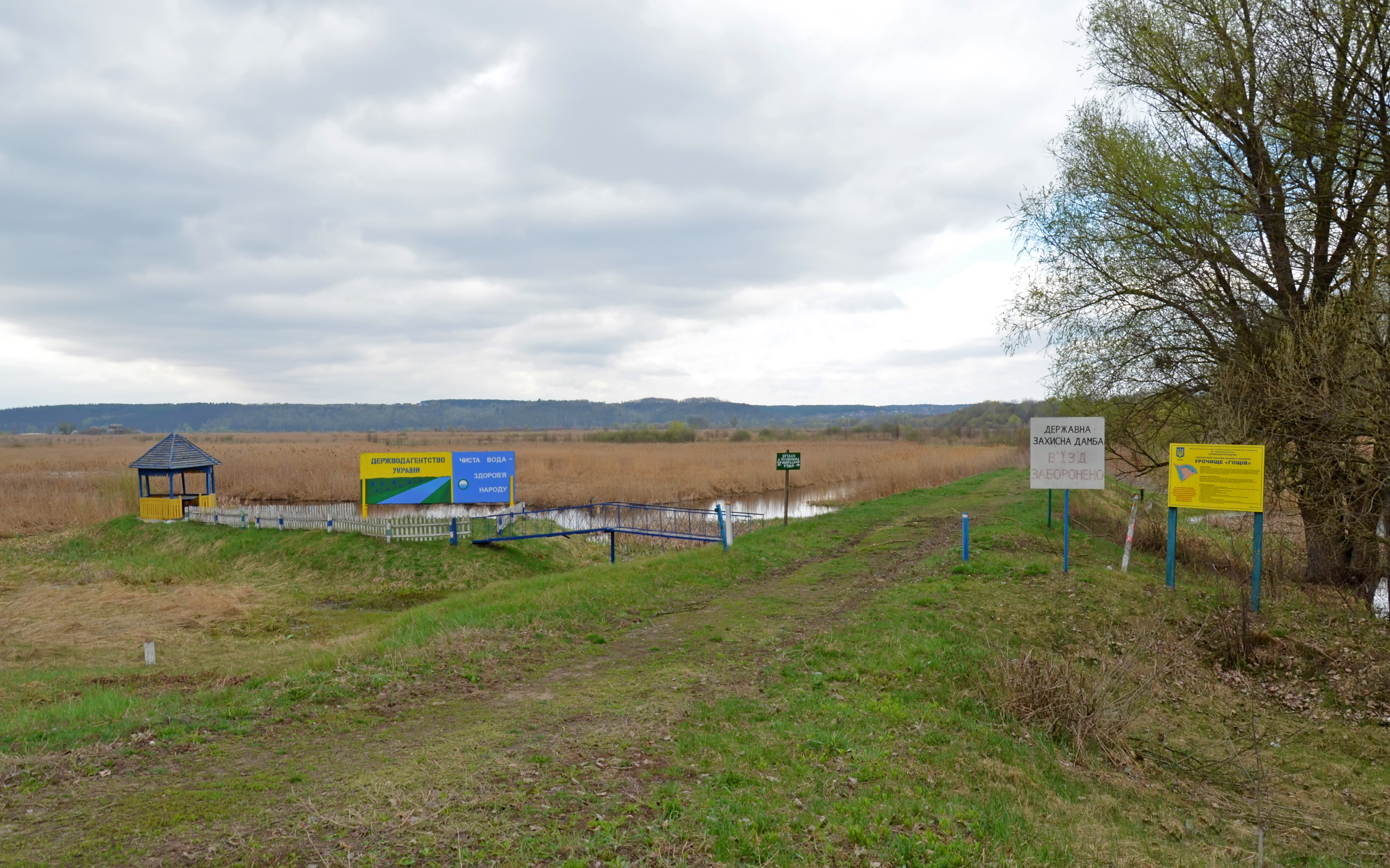
Заказник гідрологічний Урочище «Гощів»
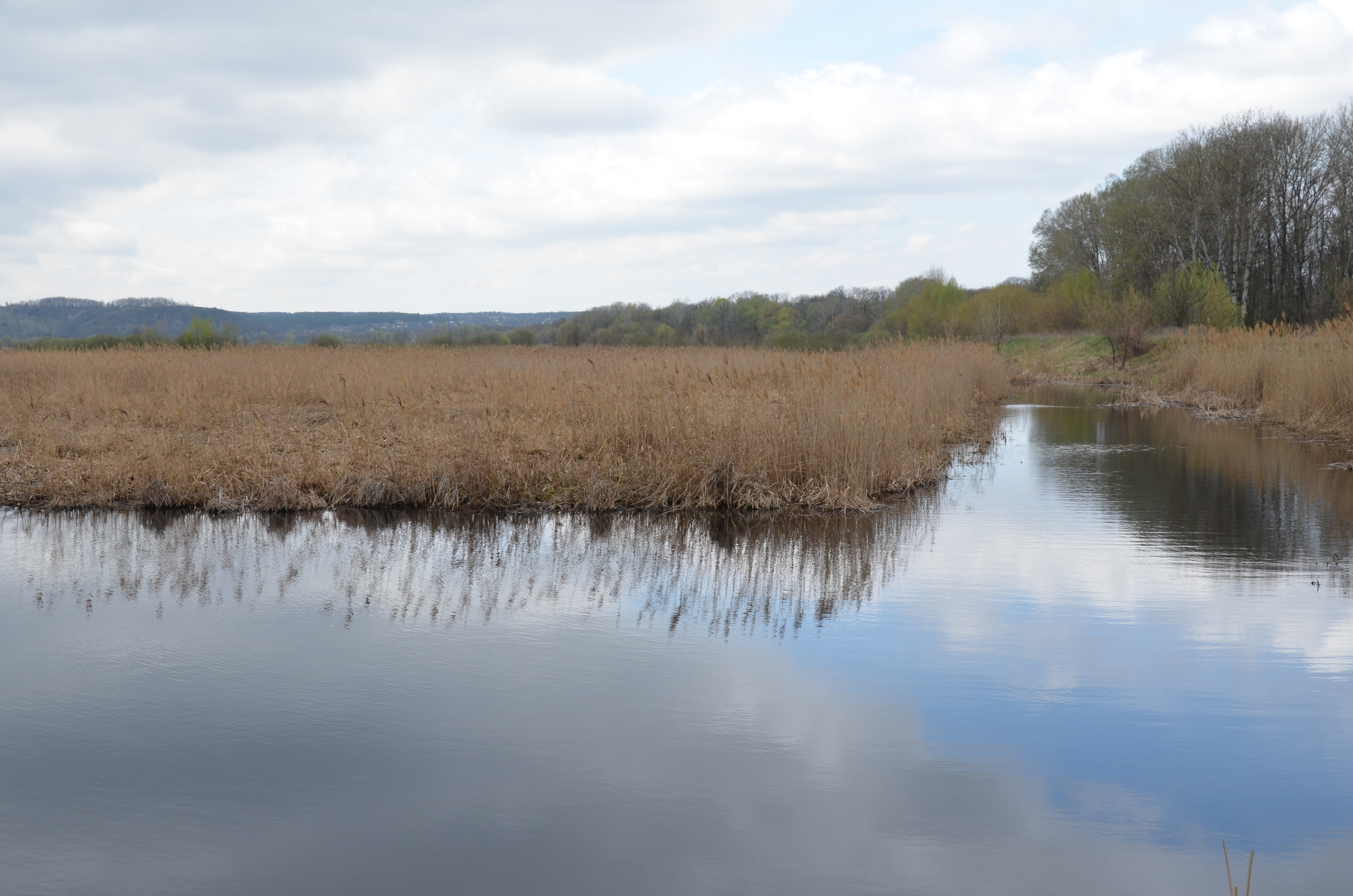
Урочище «Гощів»